# Cassels voetbalkampioenschap 1903/04
In 1903/04 werd het eerste Cassels voetbalkampioenschap gespeeld. De competitie werd georganiseerd door de Casselse voetbalbond. 
De bond werd op 8 december 1903 opgericht. 1. BC Sport Cassel trok zich wel terug voor de start, alle wedstrijden werden als een 0-0 verlies aangerekend. Casseler FV 95 werd kampioen en mocht hierdoor meteen aantreden in de nationale eindronde, waar de club in de eerste ronde met 5-3 verloor van Duisburger SpV. Het volgende seizoen werd niet voltooid. De bond sloot zich in 1905 aan bij de Noord-Duitse voetbalbond, maar wisselde in 1906 naar de West-Duitse voetbalbond, waar de clubs in de Hessische competitie gingen spelen. 

## Eindstand
| Plaats | Club                      | Wed. | W | G | V | Saldo | Ptn   |
| ------ | ------------------------- | ---- | - | - | - | ----- | ----- |
| 1.     | Casseler FV 95            | 5    | 5 | 0 | 0 | 27:0  | 10:10 |
| 2.     | Casseler FV 1897          | 4    | 3 | 0 | 1 | 19:16 | 6:2   |
| 3.     | FV Kurhessen 1893 Cassel  | 5    | 3 | 0 | 2 | 5:24  | 6:2   |
| 4.     | FC Hermes Rothenditmold   | 3    | 1 | 0 | 2 | 0:5   | 2:4   |
| 5.     | FV Hohenzollern Cassel    | 4    | 1 | 0 | 3 | 1:7   | 2:6   |
| 6.     | 1. Casseler BC Sport 1894 | 5    | 0 | 0 | 5 | 0:0   | 0:10  |

|  | Kampioen |